# Business Recorder
Business Recorder är Pakistans största finanstidning, och den första sådana att publiceras i de delar av världen där islam är som störst. Den ägs av Business Recorder Group som är en av södra Asiens framstående mediakonglomerat. Tidningen grundades 17 februari 1965 av journalisten M.A. Zuberi.